# Тифлопедагогика

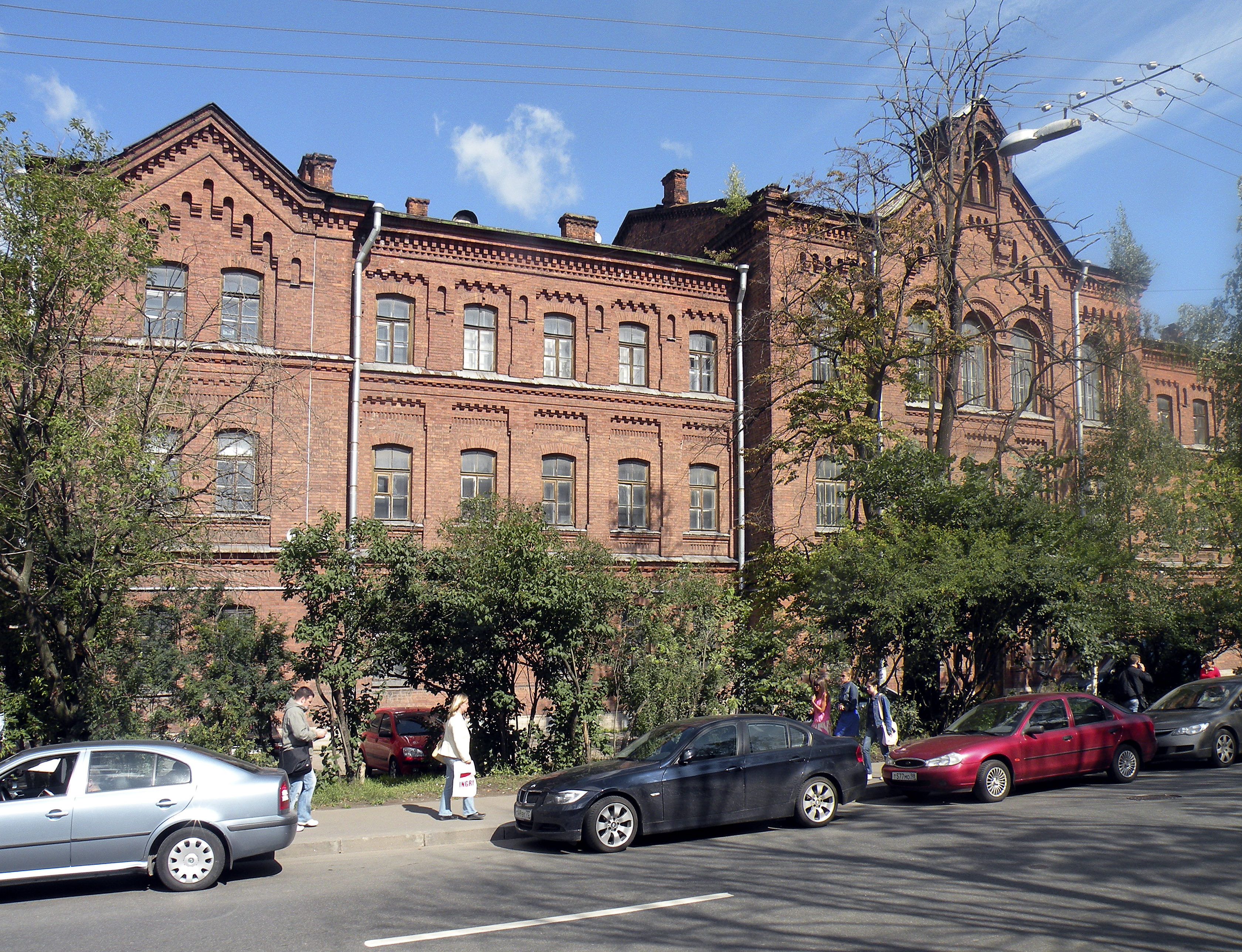
Здание Александро-Мариинского училища слепых, Санкт-Петербург

Тифлопедаго́гика (от греч. τυφλός «слепой» + педагогика) — наука о воспитании и обучении лиц с нарушением функции зрения вплоть до полной слепоты; является частью специальной педагогики и одним из разделов дефектологии.

## История тифлопедагогики
В. А. Феоктистова пишет:

Начало систематического обучения слепых в России и развитие отечественной тифлопедагогики относится к концу 70-х гг. XIX века. Но первый опыт обучения слепых детей возник уже в начале XIX века.

Н. Н. Малофеев так описывает деятельность В. Гаюи:

Мытарства Гаюи в России, неимоверные трудности, испытанные им при создании в Петербурге школы для слепых детей в начале XIX столетия, объяснимы и предсказуемы. Заимствованная европейская модель специального образования, волюнтаристски перенесённая в отечество из продвинутого (третьего периода) эволюции отношения государства и общества к людям с отклонениями в умственном и физическом развитии в предыдущий второй период не могла быть жизнестойкой…
Практически всё общество оказалось не готовым к восприятию зарубежной новации, в силу чего вдребезги разбились мечты парижского энтузиаста. Аналог французского института в России создать не удалось, подготовить педагогов преемников из числа коренных жителей не представилось возможным, рельефные книги для слепых оказались ненужными…
… с позиций сегодняшнего взгляда на историю результат должен быть оценён очень высоко. Прецедент был создан, рубеж, отделяющий второй период отношения к лицам с умственными и физическими недостатками от третьего, перейдён.

Во второй половине XIX века на необходимость активного участия общества в организации образования детей с нарушениями зрения указывают Г. Г. Дикгоф, А. И. Скребицкий.

Г. Г. Дикгофу и К. К. Гроту удаётся то, что не удалось В. Гаюи в начале века:

Деятельность Грота и Дикгофа по организации обучения слепых, в отличие от Гаюи, оказалась успешной потому, что к концу XIX в. в России изменилось отношение государства и общества к слепым. … набрала силу светская благотворительность, образование начало осознаваться базовой общественной ценностью, а обучение слепых стало пониматься как реализация всеобщего права на образование… В таких условиях Попечительство о слепых ВУИМ сумело открыть более двух десятков учебных заведений.

Ряд известных тифлопедагогов отмечает необходимость общественного образования слепых. Указывая, что для слепого образование имеет ключевое значение, К. Ф. Лейко пишет: «Только рациональное воспитание и обучение могут сделать слепого гармонически зрелой личностью, способной к практическому выполнению своего гражданского назначения»; А. Н. Колубовский пишет о необходимости решения обществом проблемы образования слепых: «… обучение для слепого нужнее, чем для зрячего, и всеобщее обучение слепых является одной из ближайших задач, которые в настоящее время должны ставить себе правительство и общество».
Учреждения для слепых объединялись под руководством Попечительства о слепых. На рубеже XIX—XX веков в него входили 47 заведений, среди которых 24 училища для слепых детей, а также мастерские для обучения взрослых слепых в Санкт-Петербурге. М. Рейх отмечает: «Во всех 24 губернских училищах ведомства Попечительства воспитывалось и обучалось в 1889 г. — 653 детей». Как и в учреждениях для глухонемых, слепых обучают доступным им ремёслам, что позволяет им в дальнейшем адаптироваться к жизни. Для решения этих задач в училищах организованы ремесленные классы и ремесленные мастерские. После выхода слепых из учебных заведений Попечительство участвует в их социальной адаптации. Оно «… по выходе же слепцов из этих заведений, поддерживает их в новой трудовой жизни, устраивает особые общежития, организуя сбыт изготовленных слепыми изделий и оказывая материальную поддержку тем из них, которые по болезни или другим уважительным причинам не могут зарабатывать на своё пропитание»
До революции были созданы предпосылки для создания системы обучения и воспитания слепых детей.
В советский период была создана дифференцированная система обучения и воспитания детей с нарушениями зрения. Были написаны фундаментальные работы по тифлопедагогике:
- Земцова М. И. Пути компенсации слепоты в процессе познавательной и трудовой деятельности;
- Муратов Р. С. Компенсация и коррекция дефекта зрения при помощи технических средств в процессе школьного обучения слепых и слабовидящих;
- Касаткин Л. Ф. Формирование двигательных функций у слепых детей и пути преодоления недостатков физического развития в процессе школьного обучения;
- Моргулис И. С. Теоретические основы коррекционно-воспитательного процесса в младших классах школы слепых;
- Агеев Е. Д. Организационно-педагогические основы социально трудовой реабилитации лиц с глубокими нарушениями зрения;
- Ермаков В. П. Научные основы обучения слепых и слабовидящих учащихся специальной графике и её роль в подготовке к трудовой деятельности;
- Семёнов Л. А. Педагогические основы совершенствования физического воспитания слепых школьников.

## Тифлопедагогика как наука

Макет кремля в Российской государственной библиотеке для слепых в Москве

Макет католического храма в Российской государственной библиотеке для слепых в Москве

Как раздел общей педагогики она развивается на основе философии, принципов гуманистического воспитания и на общедидактических принципах обучения, с учетом своеобразия развития детей и взрослых с нарушением зрения. Естественнонаучной основой тифлопедагогики является учение И. М. Сеченова и И. П. Павлова о высшей нервной деятельности.
Тифлопедагогика является отраслью дефектологии. Дефектологию можно определить как интегративную науку, на стыке педагогики, психологии и медицины, занимающуюся вопросами изучения, воспитания и обучения человека с отклонениями в развитии. Она включает в себя блоки медико-биологических и психолого-педагогических наук, которые интегрируют полученные в своих сферах знания, ради одной цели — воспитания человека с отклонениями в развитии.
В современных условиях можно условно разделить дефектологию на учения об изучении, воспитании и обучении разных категорий людей с нарушениями развития. Одним из таких учений является тифлология, которая объединяет медико-биологические и психолого-педагогические науки, занимающиеся вопросами изучения, обучения и воспитания детей с нарушениями зрения. Среди данных наук можно назвать офтальмологию, невропатологию, психиатрию, нейрофизиологию (медико-биологические науки); тифлопсихологию, тифлопедагогику (психолого-педагогические науки).
Ключевое место в тифлологии занимает тифлопедагогика. На обоснование адекватных способов и методов педагогического воздействия, которые реализуются в тифлопедагогике, направлены все перечисленные медико-биологические и психологические науки.
Задачей тифлопедагогики как науки является разработка следующих основных проблем:
- психолого-педагогическое и клиническое изучение лиц с глубокими нарушениями зрения; выяснение типологии нарушений функций зрения и аномалий психического и физического развития при этих нарушениях;
- пути и условия компенсации, коррекции и восстановления нарушенных и недоразвитых функций при слепоте и слабовидении; изучение условий формирования и всестороннего развития личности при разных формах нарушения функций зрения.

Важное место занимают:
- разработка содержания, методов и организации обучения основам наук, политехнической, трудовой и профессиональной подготовки слепых и слабовидящих;
- определение типов и структуры специальных учреждений для их обучения и воспитания;
- разработка научных основ построения учебных планов, программ, учебников, частных методик.

Большое внимание уделяется:
- созданию специальных технических средств, способствующих расширению познавательных возможностей лиц с нарушенным зрением, повышению эффективности их обучения и подготовки к труду в современном обществе;
- разработке системы гигиенических мероприятий по охране и развитию неполноценного зрения (нормативов освещенности, режима зрительной нагрузки и др.);
- проектированию специальных зданий для обучения, воспитания и трудовой подготовки.

В качестве методов исследования тифлопедагогика использует:
- наблюдение за процессом обучения, воспитания и развития детей;
- естественный, обучающий, лабораторный и психолого-педагогический эксперимент;
- беседы;
- анализ ученических работ (письменных работ, образцов различных видов изобразительной и трудовой деятельности и др.).

Тифлопедагогика опирается на смежные с ней науки: общую педагогику, дефектологию, тифлопсихологию, патофизиологию, офтальмологию, школьную гигиену, педиатрию, детскую психоневрологию и др.
Современная тифлопедагогика располагает научно обоснованными положениями, раскрывающими пути предупреждения и преодоления недостатков и аномалий развития, механизмы и условия, компенсации нарушенных функций, формы, содержание и методы дифференцированного обучения лиц разного возраста с глубокими нарушениями зрения.
B процессе воспитания детей дошкольного возраста осуществляются всестороннее развитие, коррекция дефектов психического и физического характера, подготовка к школьному обучению.
В школьном возрасте дети получают среднее общее и политехническое образование в объёме массовой школы, духовно-нравственное, физическое, эстетическое воспитание, социально-психологическую и трудовую подготовку.
Обучение взрослых с нарушением зрения имеет целью повышение уровня образования и социально-трудового статуса. Оно организуется с учетом возраста, сферы производственной занятости, жизненного и практического опыта, уровня общеобразовательной подготовки.
К специальным средствам обучения и воспитания относятся: положения о дошкольных учреждениях и школах, учебные планы и программы, формы, методы, дидактические средства наглядности и тифлотехнические устройства.

## Известные тифлопедагоги и тифлопсихологи
Зарубежные
- Гаюи, Валентин
- Брайль, Луи
- Хауи, Самуэл

Отечественные
- Гандер, Владимир Александрович
- Ерошенко, Василий Яковлевич
- Зоричев, Дмитрий Иванович
- Каплан, Анна Иосифовна
- Коваленко, Борис Игнатьевич
- Крогиус, Август Адольфович
- Мещеряков, Александр Иванович
- Муратов, Ростислав Сергеевич
- Семевский, Николай Анатольевич
- Соколянский, Иван Афанасьевич
- Солнцева, Людмила Ивановна
- Феоктистова, Валентина Александровна